# DE Studio

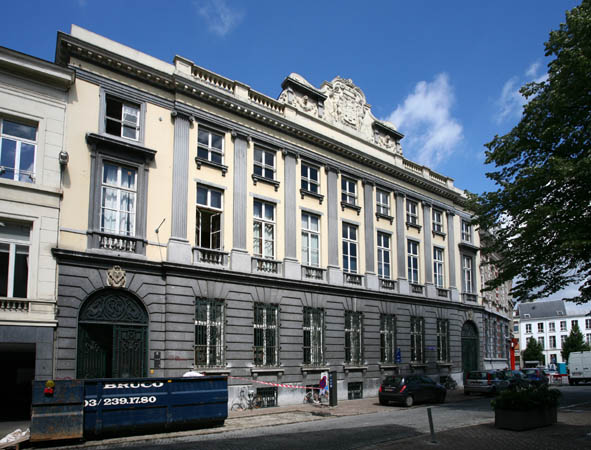

DE Studio est une scène pour le jeune public et un centre pour les jeunes talents, géré par le centre d'art Villanella dans le bâtiment de l'ancienne école d'art dramatique Studio Herman Teirlinck, basé à Anvers (Belgique).
À la fois théâtre, musée et galerie, DE Studio est un espace qui accueille aussi bien des œuvres de théâtre, de littérature, des nouveaux médias, de cinéma, de musique, ainsi que des débats et des fêtes.

## Présentation
Le centre met l'accent sur le public des moins de 30 ans. C'est le lieu de prédilection à Anvers pour le théâtre jeunesse[réf. nécessaire]. Y sont également régulièrement organisés des ateliers, des masterclass, des lectures, des projets de recherche, des festivals et des expositions.
DE Studio soutient les étudiants, les semi-professionnels et les débutants de l'économie créative dans la mise en place de projets artistiques et culturels, de création de jeux vidéo, ainsi que le développement et la conception de produits.

### Fonctionnement actuel
Le complexe de DE Studio comprend un auditorium de 200 places, un grand studio, un salon pour la tenue de débats, de conférences et de concerts ainsi que quatre studios de répétition.
Au sein des locaux de DE Studio, on trouve :
le Centre d'art Villanella, le Théâtre Froefroe, Laika (nl), Zonzo Compagnie, Tuning People et le Théâtre De Spiegel.

## Histoire du bâtiment
La zone autour de Maarschalk Gérardstraat était déjà bondé. L'histoire de la construction de l'atelier lui-même remonte à 1780, lorsque le Baron François-Joseph van Ertborn construisit son palais ou hôtel particulier. Ce dernier était un descendant des riches banquiers et avocats de la famille van Ertborn (nl). Il était marié avec Jeanne van de Werve qui avait hérité le bâtiment d'origine. Jeanne était la fille du Comte Charles Philippe van de Werve et de Marie-Anne de Pret et descendait d'une des plus anciennes familles nobles d'Anvers. 
François-Joseph y construisit un palais en suivant la dernière mode. En raison des caractéristiques stylistiques et des liens que les van Ertborn entretenaient avec la franc-maçonnerie, on soupçonne que le palais fut une création de l'architecte néo-classique français Barnabé Guimard.
Le bâtiment dans sa forme actuelle comporte de nombreux éléments typiques d'un hôtel particulier néo-classique tels que l'entrée pour la calèche, le hall surélevé au bel-étage ou encore le grand jardin. Il comprenait deux salons dont le premier donnait sur Mechelseplein[Quoi ?] et le second sur le jardin. Ce dernier existe encore aujourd'hui sous sa forme originale avec sa rotonde, sa décoration riche en détails, ses colonnes corinthiennes, son parquet, ses cheminées en marbre et ses miroirs qui constituent un bon exemple du style à la grecque ou à l'antique.
En 1820, Pierre Joseph de Caters, directeur de la banque anversoise C.J.M. de Wolf et maire de longue date de Berchem, achète l'hôtel van Ertborn pour en faire sa résidence et le siège de sa banque. En raison de problèmes financiers, la banque est transformée en 1882 en une société anonyme, la Banque Société anonyme de Wolf.
À l'occasion de l'Exposition universelle de 1885, Anvers attend alors un grand nombre de visiteurs aisés. Étant donné le manque d'hôtels de luxe, les descendants du baron de Caters décident de construire un hôtel de luxe avec une présence internationale dans l'aile qui était encore entre les mains de la famille en vertu de la Société anonyme du Grand Hôtel d'Anvers. C'est l'architecte Eugène-Émile Esnault-Pelterie qui se charge de cette réaffectation en ajoutant des ailes avec un jardin d'hiver, une salle de lecture, une salle de billard, un espace d'exposition, une salle de banquet et un fronton portant l'inscription Grand Hôtel.
Au cours de la Première Guerre mondiale, l'hôtel est réquisitionné par les Allemands comme logement pour les officiers supérieurs.
Après la guerre, en 1919, le bâtiment est acheté par la Banque de Crédit Commercial et les salons transformés en un espace de bureau orné avec le sol en mosaïque en cours[pas clair] et les caves sont creusées pour y placer la salle des coffres-forts.

À cette époque, les ferronneries, avec les initiales de la banque, font leur apparition sur les fenêtres de la façade.
En 2011, la Province d'Anvers achète l'ancien Studio Herman Teirlinck qui se tenait dans le bâtiment depuis 1946.

## Sources